# Europa Universalis 2
Europa Universalis 2 est un jeu vidéo de grande stratégie sorti en 2001 par Paradox Development Studio, basé sur l'histoire d'Europe entre 1419 et 1820. C'est la suite d'Europa Universalis.
Le joueur incarne le gouvernement d'un État du monde, mais contrairement à la plupart des jeux, EU2 ne se fonde pas sur un objectif final commun à toutes les nations mais laisse le joueur choisir ses objectifs de jeu en fonction de l'état joué, parmi une large palette de possibilités telles que la conquête militaire, la diplomatie, l'exploration et la colonisation de provinces libres.

## Apports nouveaux
Par rapport à Europa Universalis, les concepteurs ont opéré plusieurs modifications :
- période de jeu élargie allant désormais de 1419 à 1820 (1492-1792 pour le précédent opus)
- ajout de plusieurs nouveaux territoires à conquérir/coloniser
- possibilité de choisir toutes les nations du globe (et non uniquement les grandes puissances)
- beaucoup plus de nations non-européennes
- possibilité de conversion religieuse d'une province
- les drapeaux ont été changés pour correspondre aux couleurs historiques

## Scénarios
| Nom du scénario           | Pays jouable(s) suggéré(s)                                                          | Date de départ/de fin |
| ------------------------- | ----------------------------------------------------------------------------------- | --------------------- |
| Didacticiel               |                                                                                     |                       |
| Fantasia                  | Iroquois, Empire Inca, Empire Moghol, Chine, Catalogne, Ukraine, Mamelouks, Irlande | 1500-1820             |
| La Grande Campagne        | France, Castille, Angleterre, Empire Ottoman, Chine, Byzance, Novgorod, Autriche    | 1419-1820             |
| Le Rêve américain         | États-Unis                                                                          | 1773-1820             |
| L'Âge des révolutions     | France, Angleterre, Espagne, Hollande, Autriche, Prusse, Russie, États-Unis         | 1773-1820             |
| L'Âge du mercantilisme    | France, Espagne, Angleterre, Turquie, Russie, Autriche, Hollande                    | 1617-1820             |
| Le Siècle des Lumières    | France, Espagne, Angleterre, Empire Ottoman, Russie, Suède, Autriche, Prusse        | 1700-1820             |
| Le Siècle des découvertes | Espagne, France, Angleterre, Empire Ottoman, Moscovie, Pologne, Portugal, Autriche  | 1492-1820             |
| L'Ambition de Napoléon    | France, Angleterre, Espagne, Pays-Bas, Autriche, Prusse, Russie, États-Unis         | 1795-1820             |

- les scénarios Fantasia et Le Rêve américain ne permettent pas de choisir d'autres pays que ceux proposés par défaut.

## Accueil
| Europa Universalis 2  |      |        |
| Média                 | Pays | Notes  |
| Computer Gaming World | US   | 4.5/5  |
| GameSpot              | US   | 85 %   |
| Gamekult              | FR   | 7/10   |
| IGN                   | US   | 90 %   |
| Jeuxvideo.com         | FR   | 16/20  |
| Joystick              | FR   | 84 %   |
| PC Gamer UK           | GB   | 58%    |
| Compilations de notes |      |        |
| Metacritic            | US   | 87 %   |
| GameRankings          | US   | 83,9 % |